# Sarimanok

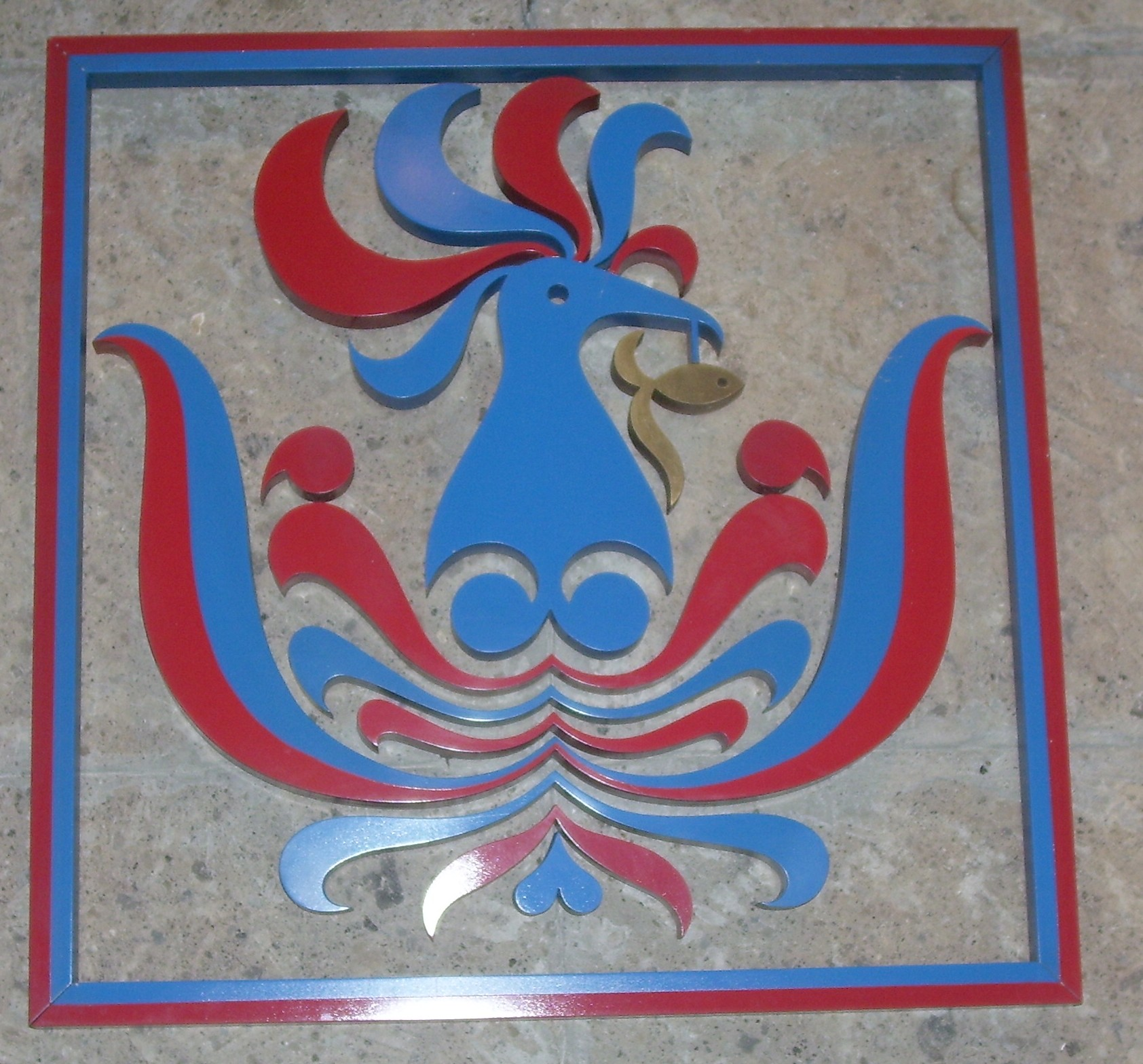
Representación del Sarimanok

El Sarimanok es un pájaro mítico de la cultura Maranao que se origina en Mindanao, una isla importante en las Filipinas. Proviene de las palabras "sari" y "manok." "Sari" significa tela o ropa, que generalmente es de colores variados. Manòk, que forma parte de su nombre, es una palabra filipina para pollo.

## Descripción
Es el pájaro legendario que se ha convertido en un símbolo omnipresente del arte Maranao. Se describe como un ave con alas de colores variados y la cola con plumas, con un pez en el pico o en las garras. La cabeza está profusamente decorada con hojas de pergamino. Se dice que es un símbolo de buena fortuna.